# Территориальные вопросы КНР
Китайская Народная Республика имеет территориальные претензии к своим соседям — Индии, Китайской Республике, Японии и к некоторым другим.
Это привело к пограничным конфликтам — китайско-индийский пограничный конфликт 1962 года, китайско-индийский пограничный конфликт 1967 года, китайско-советские пограничные конфликты на о. Даманском, китайско-вьетнамская война 1979 года, инциденты у японских островов Рюкю (архипелаг Сенкаку).
Также постоянными были споры с руководством Тайваня о принадлежности острова, которые вылились в несколько кризисов: первый, второй, третий кризисы Тайваньского пролива. До недавнего времени все эти вопросы, за исключением спора с Индией, были разрешены политическим путём.
В литературе различают как исторический факт континентальный Китай, остров Тайвань, и территории, принадлежавшие другим странам: Гонконг (кит. 香港) и Макао (кит. 澳门) (бывшие британская и португальская колонии, воссоединившиеся с КНР в конце XX века) и которые до 2010-х годов сохраняли самостоятельность в экономических вопросах. Так, например, подписанный Пекином закон «О совершенствовании правовой системы и правоприменительного механизма Гонконга» по сути окончательно присоединил Гонконг к Китаю. КНР выдвигает претензии на остров Тайвань, который фактически является независимым государством. Однако после подписания вышеуказанного закона по отношению к Гонконгу, а также продолжающейся пандемии COVID-19 и приближающимися выборами в президенты США, Майкл Морелл, который с 2010 года является Первым заместителем директора ЦРУ, опубликовал эссе, в котором предположил, что КНР воспользуется ситуацией и силой вернёт Тайвань к середине января 2021 года.

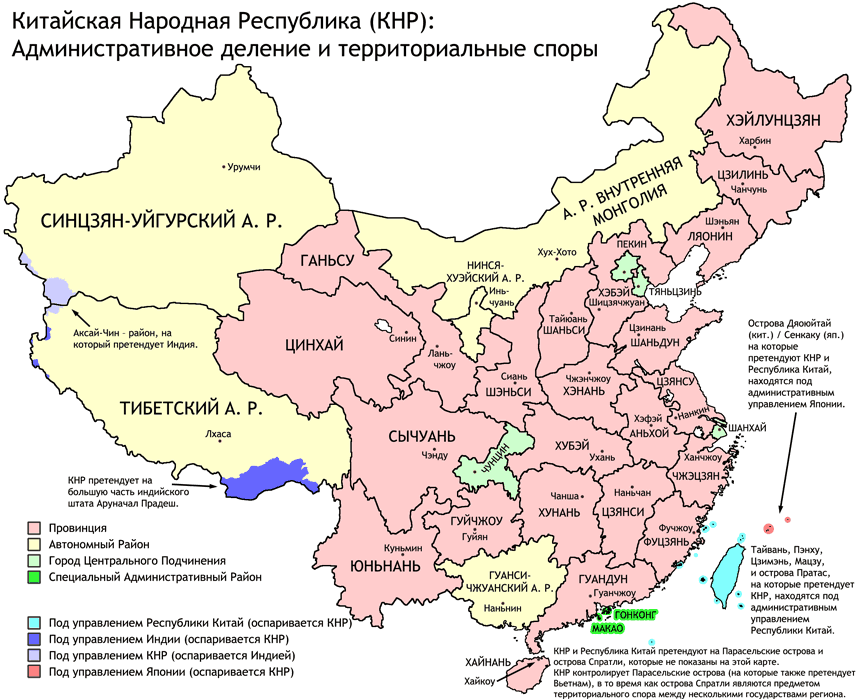
Территориальные споры КНР с соседними государствами

## Территориальные образования в пределах КНР

### Тибет
По мнению китайской стороны, Тибет всегда был частью Китая; согласно точке зрения сторонников независимости Тибета и ряда независимых исследователей, Тибет всегда был независимым государством и не входил в состав Китая. Считая Монгольскую империю Юань и маньчжурскую империю Цин Китаем, Пекин утверждает, что с середины 13 века Тибет официально вошёл в пределы государственной территории Юаньской империи и с тех пор, несмотря на то, что в Китае сменилось несколько династий и центральных правительств, неизменно находился под управлением центрального правительства Китая. В 1950-х годах Тибет был включён в состав КНР. (см. также «Чамдомская операция») Спасаясь от репрессий, множество тибетцев во главе с Далай-ламой XIV ушли в эмиграцию, в основном в Индию. Под руководством Далай-ламы было создано Тибетское правительство в изгнании, являющееся легитимным преемником правительства Тибета, которое действовало в Лхасе ранее.

### Восточный Туркестан
Восточный Туркестан около двух тысяч лет назад входил в состав Китая, затем был независимым, входил в монгольскую империю Чингисхана и государства его преемников. После походов Бань Чао, в XVIII веке был присоединён к маньчжурской империи Цин. С тех пор он называется Синьцзян («новая территория», или «новая граница»). В настоящее время существуют базирующиеся за рубежом Китая националистические движения уйгуров, которые пропагандируют идею независимого Восточного Туркестана. Их главной целью является образование независимого государства Восточный Туркестан. Самой активной политической группировкой среди них является Всемирный уйгурский конгресс, возглавляемый Рабиёй Кадыр и активно поддерживаемый некоторыми правозащитными организациями. Главной целью ВУК является продвижение прав уйгурского народа на самоопределение, используя мирные, ненасильственные и демократические методы в установлении политического будущего Восточного Туркестана.

### Внутренняя Монголия
На закате империи Цин, одной из частей которой был Китай, её маньчжурские правители стали заселять китайцами территорию Монголии, правители которой признавали над собой суверинитет маньчжурских императоров. Наиболее ранней и интенсивной китаизации подверглась Внутренняя Монголия. После распада империи Цин там происходило движение против власти Китайской республики — национального государства китайцев. Однако вследствие неравенства сил и поддержки Китая иностранными империалистами это движение было подавлено. Позже, после освобождения Внутренней Монголии от японских оккупантов войсками СССР и МНР территория была признана Китайской. Затем Мао Цзэдун присоединил ряд земель, населённых в основном монголами, к соседним китайским провинциям, а к Внутренней Монголии присоединил районы, населённые в основном китайцами. Сейчас активность движения за независимость снизилась: монголов во Внутренней Монголии всего лишь около 18 %. Наиболее известная организация — Народная партия Внутренней Монголии.

## Тайвань
КНР претендует на суверенитет над островом Тайвань (кит. 台湾) и несколькими прилегающими островами. После победы в гражданской войне коммунистов, благодаря поддержке СССР, на остров отступило гоминьдановское правительство Китайской Республики под руководством Чан Кайши. Изначально нейтральная к Тайваню позиция Соединённых Штатов Америки резко изменилась после того, как КНР вмешалась в корейскую войну на стороне КНДР, где США действовали на основе резолюции СБ ООН. Ответные действия США привели к фактической невозможности для КНР захватить Тайвань. КНР рассматривает Тайвань и прилегающие острова как часть единого и неделимого китайского государства. Руководство Китайской Республики (Тайваня) также претендует на суверенитет над всей территорией Китая, хотя в последнее время здесь усиливается движение за то, чтобы объявить Тайвань отдельным государством. Тайвань был официальным представителем Китая в ООН до 1971 года.
В конце 1970-х, используя обострение отношений между СССР и США из-за ввода советских войск в Афганистан, Пекин установил дипломатические отношения с США (которые ради этого разорвали официальные отношения с Тайванем, хотя и продолжали оказывать ему экономическую и военную помощь).
В 1992 китайское руководство, наладив отношения с США и вставшее на путь рыночных реформ, начало с Тайванем переговоры о мирном воссоединении. Но 11 июля 1999 они были прерваны, после того как тайваньский президент Ли Дэнхуэй объявил, что КНР и Тайвань — это «две страны по обе стороны Тайваньского пролива».
В 2000 президентом Тайваня стал Чэнь Шуйбянь, предложивший провести референдум о независимости острова. После этого китайское руководство, опасаясь этого, стало всё более настойчиво призывать к скорейшему решению тайваньской проблемы.
14 марта 2005 Всекитайское собрание народных представителей (ВСНП) одобрило закон «О противодействии расколу страны». Этот документ предусматривает право правительства КНР применить «немирные или же другие необходимые меры для защиты своего суверенитета и территориальной целостности» в случае попытки «подрывных элементов, выступающих за независимость Тайваня», отделить остров «от Родины», или в случае «важных изменений, которые могут привести к отделению Тайваня от страны, или же если все условия для мирного объединения будут исчерпаны».
Принятый документ, законодательно закрепляющий возможность применения силы, чтобы предотвратить провозглашение островом независимости, расценивается наблюдателями как попытка усилить психологическое давление на Тайвань и склонить его к переговорам о мирном воссоединении на условиях Пекина.
США не могли не прореагировать, поскольку принятый КНР закон прямо противоречит американскому закону «О безопасности Тайваня», в котором говорится о недопустимости применения силы в интересах решения проблемы единства Китая. Реакция США, естественно, была отрицательной, поскольку по этому закону США имеют перед Тайванем обязательство защитить его в случае агрессии. В конце февраля 2005, предвидя принятие в КНР этого закона, США убедили Японию включить Тайвань в зону общих стратегических интересов двух стран, которые к тому же состоят в двустороннем оборонном союзе. Теперь же государственный секретарь США Кондолиза Райс заявила, что принятый закон «повысит напряжённость в регионе». К её словам присоединилась Япония, выразившая «серьёзную озабоченность» принятым законом.
В ответ премьер-министр КНР Вэнь Цзябао призвал США и Японию воздержаться от «прямого или непрямого» вмешательства в тайваньскую проблему, являющуюся «внутренним делом» Китая. Председатель КНР Ху Цзиньтао призвал армию готовиться к войне для защиты территориальной целостности Китая. Тем временем ВСНП утвердил новый оборонный бюджет на 2005, увеличенный по сравнению с прошлогодним на 12,6 % (до 247,7 млрд юаней — $30 млрд).
В то же время МИД РФ высказал «понимание мотивов» принятия данного закона. По словам официального представителя МИД РФ А. Яковенко, «мы считаем, что в мире существует только один Китай, неотъемлемой частью которого является Тайвань. Исходя из этого, выступаем против независимости Тайваня в какой бы то ни было форме, не приемлем концепций „двух Китаев“ или „одного Китая и одного Тайваня“».
Начиная с 2021 года, Япония также начинает осуществлять активное вмешательство во взаимоотношения между КНР и Тайванем. В первую очередь, это вызвано обеспокоенностью Японии усилением давления КНР на Тайвань, а также существенным усилением военного сотрудничества КНР и РФ.
Согласно социально-экономическому плану развития КНР на 2023 год, Китай в 2023 году намерен вести решительную борьбу против «независимости Тайваня», содействовать воссоединению и способствовать мирному развитию отношений.

## Великобритания
Согласно договору, заключённому с Великобританией в 1989, Сянган (Гонконг) перешёл под управление КНР как специальный административный район 1 июня 1997.

## Индия
Китайско-индийский пограничный вопрос имеет свою длительную историю. Однако рассматривать периоды соприкосновения до эпохи Цин не имеет никакого смысла так как непосредственного соприкосновения двух крупных политических образований, а следовательно и государственной границы Индии и Китая не существовало, так как Китай был лишь одной из частей империи Цин. Естественные преграды и буферные горные государства разделяли два мира, между которыми при всем том происходил культурный, религиозный и торговый обмен. В период существования в Индии империи Великих Моголов это положение продолжалось. Империя Великих Моголов воевала с Ладаком, а Цинская империя с Непалом. Вопрос границы никого не интересовал так как промежуточные горные районы не представляли на тот момент никакой ценности для обеих стран. Данные вопросы встали только тогда когда империю Великих Моголов захватила Британская империя. Так что данные вопросы следует воспринимать непосредственно как цинско-британские, потом трансформировавшиеся в китайско-индийские в связи с тем, что Китай предъявил права на Тибет и Восточный Туркестан, являвшиеся частью распавшейся империи Цин (но не Китая).
Первой встречей Цинской и Британской империи стало прибытие английского торгового корабля в открытый для торговли международный порт Гуанчжоу в 1711. В 1757, когда Цинская империя решила из-за проблем, постигших империю Великих Моголов, самоизолироваться от вредного внешнего воздействия, Гуанчжоу остался единственным международным портом открытым для свободной торговли. Ост-Индийской компании было позволено продолжить там закупать чай в обмен на серебро. Однако селиться иностранцам там было запрещено.
Цинско-британские отношения начались с посольства Джорджа Макартни, посланного в 1792 году для установления дипотношений и получения торговых преференций. Император Цяньлун, зная о положении в Индии, воспринял его нарочито унизительно. Утверждение некоторых историков, что это было вызвано непониманием могущества представленной перед ним страны — неправдоподобно. Маньчжурские императоры всегда были весьма хорошо осведомлены о положении дел в других странах. Что видно из их действий в преддверии подписания например Нерчинского и Кяхтинского договоров. Однако они хорошо были извещены и том, что получила в ответ на благожелательное отношение империи Великих Моголов и конфедерации Маратхов.
На территории Цин уже также существовало португальское поселение — Макао, возникшее ещё в 1535 году в эпоху Мин, но не представляющее на тот момент классическую колонию. Жители её например были подсудны китайским законам. Территориально Макао принадлежал Китаю, а иностранцы, проживающие там, платили такую же дань, как и любые жители Китая. В частности, в 1557 она составляла 500 лянов серебра. Войска империи также присутствовали там. Все объединения португальцев там носили чисто неформальный характер, и хотя Португалия назначала туда сначала капитан-майоров, а с 1623 «губернаторов», но так они именовались только в Португалии — в реальности до Нанкинского договора они таковыми не являлись и вся их функция состояла в том, чтобы, как главы фактории, содействовали китайским властям, служа переводчиками и помощниками. Торговля через этот порт продолжалась и в период закрытости Китая. Такое положение дел устраивало всех взаимно. Но о британцах было известно что они хотели большего.
Однако, несмотря на прекрасную осведомлённость императора, Цинская империя подтачивалась внутренними проблемами — засильем и восстаниями различных сект, бунтами бедноты, обираемой чиновниками сверх всякой меры, набиравшего силу культа «жизни для удовольствий», аналогичного современному «бери от жизни всё». Это привело к росту наркомании который активно поддерживался гигантскими поставками наркотиков из Британской империи. Поставки эти носили абсолютно нелегальный характер, но местные чиновники приморских городов были продажны, и, несмотря на запрет, торговля шла весьма активно. В 1802 Британская империя, зная о нерешительности императора Цзяцина, даже пошла на чисто бандитские разборки в Макао, подогнав эскадру непосредственно к китайскому на тот момент городу Макао. На тот момент процесс внутренней деградации был ещё не так силен и Цинская империя послала к своим границам свои войска. Осознав, что несмотря на заявления португальцев в Европе о том, что у них в Макао есть свой губернатор, в реальности этот «губернатор» никем таковым не признаётся и выступает в империи Цин как руководитель фактории, а эта империя ещё недостаточно разложилась и война с ней будет проиграна, британская эскадра отошла от Макао. Но тут произошло необъяснимое здравым смыслом событие. Император подписал с португальской факторией договор разрешавший пребывание португальских войск в Макао с 1803 года. Это стало началом падения империи.
В 1808 году у побережья Цинской империи развернулись пиратские действия против португальских и американских торговых судов. Произошло несколько инцидентов, в том числе высадка военного десанта на территорию Цинской империи. Но император Цзяцин, вместо того чтобы уничтожить агрессора, всего лишь запретил до ухода войск, вторгшихся на его территорию, торговать с Ост-Индской компанией и запретил наместнику Лянгуану просто казнить эти войска как преступников.
Далее император заключил целую серию странных договоров с представлявшей Британскую империю Ост-Индийской компанией. Все действия, произведённые этим императором, способствовали такому росту наркоторговли и вовлечения населения в употребление наркотиков, что вопрос превращения Китая в колонию становился чисто вопросом нескольких лет. Всё поведение этого правителя говорит о его умственной болезни, а 21 год его правления практически разрушили некогда мощную империю изнутри.
Пришедший ему на смену император Даогуан пытался спасти империю, но степень разложения уже была столь велика, что, несмотря на то, что он сразу же послал в Гуанчжоу войска и попытался запретить любую торговлю с Ост-Индийской компанией, то есть с Британией, его чиновники не поддержали его, и он вынужден был оставить торговлю и попытаться бороться с наркоторговлей, создав Береговую гвардию. Однако, как показала история, и это было уже поздно. Пятая часть населения была наркоманами, практически все чиновники были продажными. Мораль и нравственность находились на сверхнизком уровне. Британцы усиленно насаждали самые низкие пороки. Наместники провинций стали стремиться к независимости от центра. А Кокандское ханство подняло уйгур на войну, оказывая активную финансовую и техническую поддержку борцам за независимость. Наконец в 1838 году пришлось созвать всех представителей наместников и при проведённом опросе выяснилось, что 20 сановников (7 китайцев и 13 маньчжур) выступили за легализацию наркотиков и только 8 (6 китайцев и 2 маньчжура) были за ужесточение борьбы.
Но тут выступил Линь Цзэсюй, который изложил всю трагичность обстановки и разложения общества и потребовал казнить за торговлю наркотиками всех и ввести в стране военное правление. Даогуан сначала не подал вида, но через несколько дней Линь Цзэюсей получил неограниченные полномочия и всё ещё боеспособные войска. Они начали энергично бороться с наркоторговлей. Пытаясь воззвать к совести правителей Британской империи, он даже написал письмо королеве Виктории. В ответ на это Британская империя ответила первой опиумной войной. Из-за продажности генералов и наместников, а также многих других армейских чинов, война была проиграна. Британская империя заставила Китай подписать грабительский Нанкинский договор.
В свою очередь, на северо-восточном участке индийско-китайской границы расположена большая часть территорий, вопрос о принадлежности которых до сих пор не урегулирован индийской и китайской сторонами. Позиция Индии в этом вопросе не отличается от тех решений, которые были приняты на англо-тибето-китайской конференции в Симле в 1913—1914 гг., когда в соответствии с предложениями Англии восточный участок границы Индии и Тибета устанавливался по так называемой «линии Макмагона». По мнению Т. Л. Шаумян, отсюда проистекает взаимосвязь и взаимозависимость погранично-территориальной и тибетской проблем в индийско-китайских отношениях [19, с. 58]. В то же время китайская сторона неоднократно заявляла о нелегитимности конференции и о непризнании линии Макмагона в качестве государственной границы на индийском участке, так как «в Симле вопросы об индийско-китайской границе не рассматривались» [12, с. 320]. Помимо прочего, Китай с конца 1950-х гг. оспаривал принадлежность ряда районов, которые входили в Северо-восточное пограничное агентство. 30 декабря 1964 г. премьер-министр КНР Чжоу Эньлай выступил с заявлением, в котором предупреждал Индию о том, что Китай никогда не отказывался от своего суверенитета над 90 тыс. км² территории, расположенной южнее линии Макмагона [4, с. 228]. Данной позиции Китай придерживается до сих пор. В 1972 г. Северо-восточное пограничное агентство было переименовано в Аруначал Прадеш, но до 1979 г. эта территория оставалось союзной территорией, которая находилась под прямым управлением Дели. В 1986 г. она стала 24-м штатом Индии — Аруначал Прадеш. Это привело к обострению обстановки на границе ТАР КНР и Аруначал Прадеш. В 1986—1987 гг. в долине Самдуронг Чу обе стороны проводили военные маневры и обвиняли друг друга в захвате чужих территорий. В это же время Индия проводила подобные маневры на индийско-пакистанской линии фактического контроля в Кашмире. 27 апреля 1988 г. пресс-секретарь МИДа КНР заявил: «Китайское правительство неоднократно заявляло, что оно абсолютно не признает незаконную линию „Макмагона“ и также не признает так называемый „Штат Аруначал Прадеш“. Но Китай желает посредством мирных консультаций на основе принципа взаимопонимания и взаимных уступок справедливо и рационально разрешить китайско-индийский пограничный вопрос».
В апреле 2005 в ходе визита в Индию премьера Госсовета КНР Вэнь Цзябао по итогам его переговоров с индийским премьер-министром Манмоханом Сингхом стороны объявили об установлении между странами «стратегического партнёрства».
С целью скорейшего решения проблем Индия и Китай выразили готовность пойти на пересмотр своих позиций, и в качестве первой уступки КНР впервые признала частью Индии Сикким (королевство Сикким было присоединено к Индии в 1975, однако КНР до сих пор продолжала считать его независимым государством).

## Бутан
Китай разделяет с севером Бутана общая граница длиной 470 км и территориальные споры являются источником потенциальных конфликтов. С 1980-х годов правительства этих стран регулярно проводят переговоры по пограничным вопросам и вопросам безопасности, направленным на снижение напряжённости.

## Бывший СССР

### Казахстан

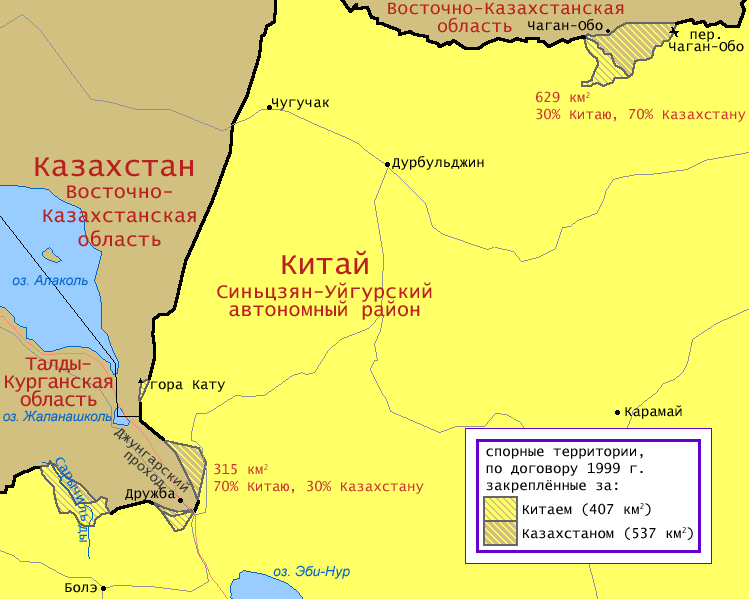
Изменения китайско-казахстанской границы

Наличие неделимитированных участков границы, спорных территорий и отсутствие соответствующей договорно-правовой базы между Китаем и новыми постсоветскими государствами, вызывали у Пекина в начале 1990-х годов обоснованное беспокойство данной ситуацией. Помимо того, что это могло привести к возникновению пограничных конфликтов, складывающаяся ситуация существенно препятствовала формированию основ добрососедских двусторонних отношений. Но одновременно у КНР присутствовало и желание воспользоваться благоприятной обстановкой, возникшей после распада СССР, для достижения максимальной выгоды для себя при решении погранично-территориальных споров. Практически сразу после распада СССР Китай одним из первых объявил о признании новых государств ЦА и установил с ними в начале 1992 года дипломатические отношения. При этом Пекин взял курс на скорейшее решение с ними проблемных вопросов.
В первую очередь Китай незамедлительно выступил с инициативой возобновления переговоров по погранично-территориальным проблемам, начатых еще в период существования Советского Союза. Для китайского руководства было очевидным, что фундаментальные основы безопасности, целостности и неприкосновенности территории КНР будут обеспечены только тогда, когда будут окончательно определены, чётко обозначены и договорно закреплены государственные границы Китая с Россией и с каждой из стран Центральной Азии.
Уже в первой половине 1992 года Китай инициирует двусторонние консультации с Казахстаном и Киргизией (Таджикистан в силу начавшегося внутреннего вооружённого противостояния практически выпадает из переговорного процесса) по линии прохождения границы и спорным территориям. Параллельно Пекин согласился с предложением Москвы о ведении переговоров по пограничной тематике в многостороннем формате. В сентябре 1992 года в Минске (Белоруссия) была сформирована рабочая группа в составе объединённой делегации России, Казахстана, Киргизии, Таджикистана и делегации Китая (так называемая «формула 4 + 1»).
Для всех новых независимых государств Центральной Азии, которые на основе правопреемственности должны были вести с Китаем переговоры по установлению границы, но не имели нужных для этого архивов, правовых, методических, исторических и других документов, такой формат был принципиально важным условием. Формат «совместной делегации» позволил Киргизии, Казахстану и Таджикистану получить от российского МИДа необходимые документы, соответствующие протоколы советско-китайских переговоров, в целом политическую поддержку России. В ходе дальнейших консультаций были подтверждены ранее достигнутые договорённости между СССР и КНР по вопросу границы. В последующем Китай зафиксировал с каждой из стран это положение в двусторонних соглашениях.
Первым из государств ЦА, с которым Пекину удалось в целом урегулировать погранично-территориальные проблемы, был Казахстан, имеющий с Китаем наиболее протяжённую границу — около 1740 км. 26 апреля 1994 года между КНР и Казахстаном был заключен договор «О казахстано-китайской государственной границе», который определил линию прохождения границы на всем её протяжении, за исключением двух участков — в районе реки Сары-Чельды (бывшая Алматинская область) и перевалов Чаган-Обо и Баймурза (бывшая Семипалатинская область). Спор шёл о 944 км² казахстанской территории.
24 сентября 1997 года и 4 июля 1998 года были подписаны ещё два дополнительных соглашения о границе, и в марте 1999 года парламент Казахстана их ратифицировал. Тем самым был завершён процесс делимитации. В соответствии с соглашениями, 407 км² спорной территории отошли Китаю, а 537 км² остались у Казахстана.

### Кыргызстан
Киргизско-китайский пограничный вопрос имеет свою длительную историю. Однако длительное время никакого юридического оформления киргизская государственность по пограничным вопросам с Китаем не имела. Первое документальное свидетельство о данных территориях относится к 1710 году и Кокандскому ханству. Однако и оно было оккупационным, по отношению к киргизскому населению, узбекским государственным образованием.

### Россия
Пограничные взаимоотношения России и Китая полностью урегулированы после передачи Китаю в 2005 году территорий общей площадью 337 км².

### Таджикистан

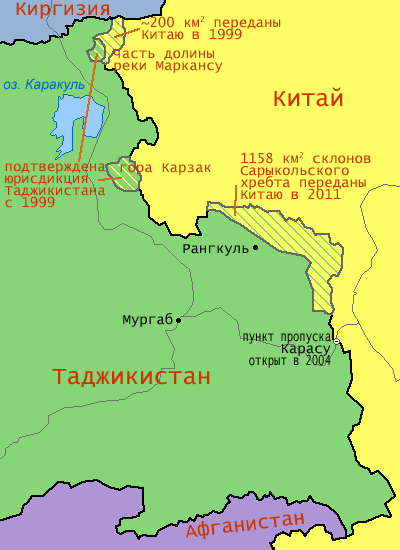
Изменения китайско-таджикской границы

После образования Таджикистана в 1992 году в результате распада СССР КНР заявила о необходимости подписания нового договора о границе и пересмотреть некоторые демаркационные линии. В мае 2004 года, в соответствии с подписанным правительствами Китая и Таджикистана соглашением, открылся первый контрольно-пропускной пункт на китайско-таджикистанской границе — КПП «Карасу». 12 января 2011 года парламент Таджикистана проголосовал за передачу Китаю тысячи квадратных километров спорных территорий в горах Памира. 6 октября 2011 года завершился процесс передачи таджикской территории под юрисдикцию Китая 1158 км², что составляло 5,5 % всех спорных территорий.

## Португалия
Португальская колония Макао (Аомынь) перешла под управление КНР, как специальный административный район, в 1999 году.

## Южно-Китайское море
Региональный конфликт в Южно-Китайском море (ЮКМ), на акваторию которого в разной степени претендуют Китай, Филиппины, Малайзия, Бруней, Вьетнам и Тайвань.

### Филиппины
До 2014 года Филиппины уже вели нефте- и газодобычу на участках, расположенных вокруг острова Палаван, в море Сулу, а также вблизи Тростникового Берега (Reed Bank) в ЮКМ, но заморозила ее после подачи иска в арбитраж Гаагского суда, чтобы оспорить территориальные претензии Китая на эти акватории.
В 2016 году суд в Гааге удовлетворил иск Манилы, отвергнув тем самым притязания Пекина, который де-факто контролирует около 80 % акватории ЮКМ. Но Китай не признал юрисдикцию Гаагской судебной инстанции (в этом его поддерживает и Россия, которая в знак солидарности провела в сентябре 2016 года совместные с Китаем военные маневры в ЮКМ, в сценарии которых эксперты усмотрели отработку совместных боевых действий против ВМС США) и претензии остались.
В 2017 году ситуация обострилась, в связи с намерениями Манилы о возобновлении добычи на спорном шельфе.

## Япония

### Архипелаг Сенкаку
Между КНР и Японией существуют территориальные споры в отношении необитаемого архипелага Сенкаку (китайское название Дяоюйдао) в Восточно-Китайском море, которыми в настоящее время фактически владеет Япония.
В своё время они принадлежали Китаю, но после завоевания Японией в 1895 острова Тайвань они были включены вместе с Окинавой в состав Японии. В 1945 Япония потеряла все территории, приобретённые ею с конца XIX века. Сенкаку (Дяоюйдао) вместе с Окинавой оказались под юрисдикцией США. Но в начале 1970-х США вернули Окинаву Японии, отдав ей и Сенкаку (Дяоюйдао).
Китай с этим решением не согласен и в 1992 году объявил эту территорию «исконно китайской». Интерес к архипелагу усилился после того, как в 1999 г. здесь были обнаружены значительные запасы природного газа, оцениваемые приблизительно в 200 млрд кубометров.
В 2003 году китайцы установили морскую платформу у морской границы с японскими водами и начали бурение. Японская сторона выразила обеспокоенность тем, что КНР может начать добычу газа из залежей, простирающихся под японской территорией.
В октябре 2004 состоялся первый раунд консультаций по проблеме газового месторождения на Сенкаку, в ходе которого стороны договорились решать все вопросы исключительно путём переговоров, не прибегая к использованию силы. В то же время Китай отверг требования японской стороны ознакомить её с планами КНР по бурению и добыче газа на Сенкаку.
В апреле 2005 правительство Японии приняло решение приступить к рассмотрению заявок японских фирм о выдаче им лицензий на добычу газа на шельфе архипелага. МИД КНР охарактеризовал это решение «односторонним и провокационным», указав, что японские фирмы не могут проводить работы на территории, которую КНР считает своей.
В июне 2005 состоялся второй раунд китайско-японских консультаций. Они не принесли результатов. Китай отказался прекратить добычу газа из шельфа на границе между китайскими и японскими водами и вновь отверг просьбу японской стороны предоставить ей информацию о работах на шельфе. МИД КНР заявил, что Китай имеет «суверенное право» добывать газ в «водах, близких к побережью КНР» и не являющихся «предметом спора с Японией».
Стороны договорились продолжить переговоры. Япония согласилась рассмотреть китайское предложение о совместной разработке месторождения.
16 сентября 2012 года отношения Китая и Японии обострились после того, как в Китае начались массовые акции протеста против «национализации» Японией островов, которые КНР считает своей территорией. Антияпонскими демонстрациями с участием нескольких тысяч человек охвачены Шанхай, Гуанчжоу, Циндао и Чэнду.
Позже тысяча китайских рыболовецких судов направляются к находящимся под контролем Японии островам Сенкаку. В тот же день министерство иностранных дел КНР объявило, что китайское правительство готово подать часть документов относительно внешней границы континентального шельфа за пределами 200-мильной морской зоны в Восточно-Китайском море Комиссии ООН по границам континентального шельфа, созданной на основе Конвенции ООН по морскому праву.
В настоящее время территориальные споры за право обладания вышеуказанным регионом не разрешены.